# Арпад Нађ Абоњи
Арпад Нађ Абоњи (мађ. Nagy Abonyi Árpád; Штутгарт, 1965) је савремени мађарски писац који живи и ствара у Војводини.

## Биографија
Арпад Нађ Абоњи је рођен 1965. године у Штутгарту. Филофски факултет је завршио у Новом Саду. Тренутно живи у Сенти. Мађарској читалачкој публици у Војводини и шире се преставио као новелиста.
За своје две књиге прича два пута је добио престижну књижевну "Награду Карољ Сирмаи" за најбољу књигу кратке прозе која су објављене на мађарском језику у Војводини. За годину 2003. за Tükörcselek (Трикове са огледалом) и за 2013. за збирку Kolumbusz és én (Колумбо и ја).
Главна тематска чворишта његових прича чине нараторова путовања по западној Европи и Медитерану.
Његово најобимније дело јесте кратки роман Budapest, retour (До Будимпеште и назад) објављен 2008. године. Роман је доступан и на српском језику. Године 2020. објавио је путопис Hermész tenyerén (На Хермесовом длану). 
За разлику од прича из збирке Колумбо и ја, које су фиктивне, текстови у овом путопису говоре о ауторовим стварним путовањима.

## Награде
- "Награда Карољ Сирмаи" - 2003. и 2013.